# Morphopsis angustifascia
Morphopsis angustifascia är en fjärilsart som beskrevs av James John Joicey och Talbot 1922. Morphopsis angustifascia ingår i släktet Morphopsis och familjen praktfjärilar. Inga underarter finns listade i Catalogue of Life.